# غلامان خاصه شریفه

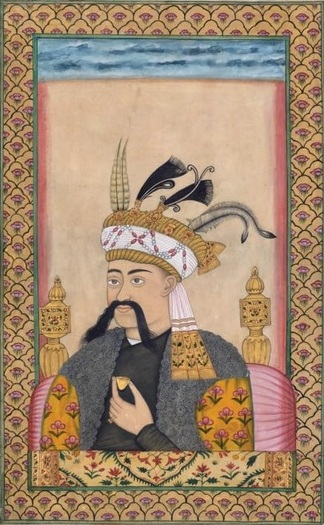
امام‌قلی خان گرجی

غلامان خاصه شریفه ارتشی بود متشکل از غلامان ارمنی، چرکس و گرجی که در جریان لشکرکشی‌های دوران صفوی به قفقاز اسیر شده بودند. این نیروی نظامی توسط شاه عباس برای مقابله با قدرت «قبایل تُرک قزلباش» که اشراف نظامی صفویان را تشکیل می‌دادند، ایجاد شد. شکل‌گیری سپاه غلامان خاصه شریفه، راه حل مؤثری برای معضل شاه عباس بود، 

## تاریخ

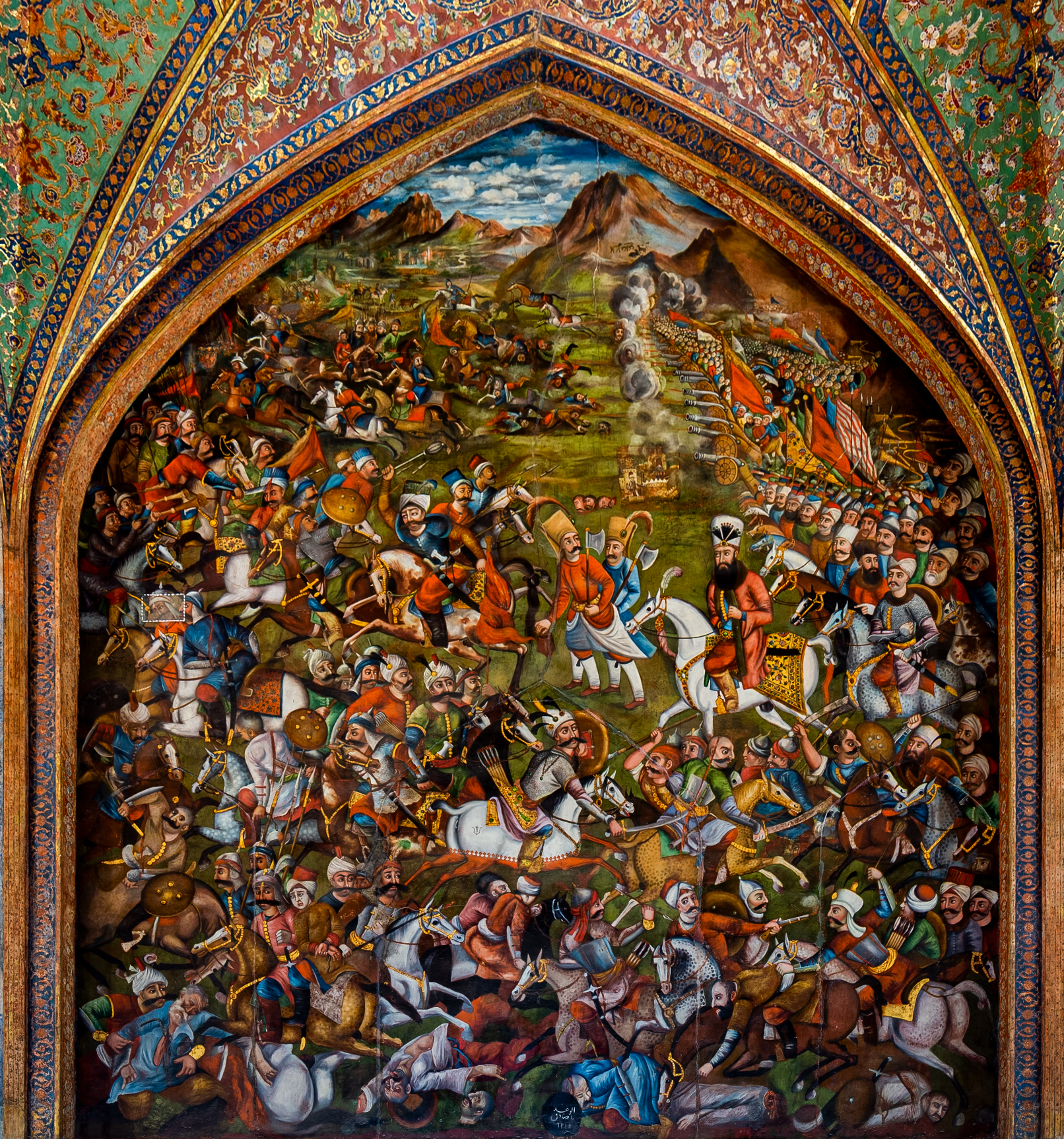
قزلباشان در نبرد چالدران

حامیان اصلی صفویان، قبایل تُرک بودند که قزلباش، خوانده می‌شدند. مهم‌ترین قبایل قزلباش عبارت بودند از ایل افشار، ایل قاجار، ایل شاملو، ایل تکلو، ایل ذوالقدر، ایل روملو و ایل استاجلو، که همگی از آناتولی و سوریه به ایران آمده بودند. هر دودمان به بخش گوناگونی از ایران مهاجرت کرد و رهبرانشان پس از فتح آن مناطق به حکومت آن دیار منصوب شدند؛ بنابراین استاجلوها در آذربایجان و بخشی در عراق عجم و کرمان اقامت کردند؛ طایفه قهرمانلو در شیروان و ایل شاملو در خراسان اقامت نمود، و ایل تکلو حکمرانی اصفهان، همدان و بخش‌هایی از عراق عجم را گرفت؛ فارس در دست ایل ذوالقدر بود، ایل افشار کهگیلویه و خوزستان را داشت و بغداد در کنترل طایفه ماوشلو قبیله‌ای کوچکتر و منشعب از آق‌قویونلو بود. در واقع، مهاجرت قبایل تُرک از آناتولی و سوریه به ایران، که مربوط به قرن چهاردهم است، در به قدرت رسیدن صفویه و ماندگاری آنها به عنوان یک سلسله سیاسی کمک زیادی کرد. در تاریخ بعدی ایران، قبایل تُرک نقش اصلی را ایفا کردند. سلسله صفویه با کمک ارتش متشکل از قبایل تُرک قزلباش (افشار، قاجار، شاملو، تکلو، ذوالقدر، روملو و استاجلو) به سلطنت رسید و قدرت را حفظ کرد. نادرشاه افشار از شاخه خراسان از طایفه قرخلو قبیله افشار برخاست و پس از درهم شکستن افغانها، دودمان افشاریان را تأسیس کرد و در نیمه دوم قرن هجدهم میلادی، حکومت ایران به دست مجموعه دیگری از روسای قزلباش، یعنی ایل قاجار افتاد. در ایران طی سالهای ۱۵۰۱ تا ۱۷۲۲ قدرت نظامی معمولاً منشأ ایلی داشت و قدرت سیاسی نیز از آن پیروی می‌کرد و قدرت نظامی و سیاسی در ایران عموماً در دست قبایل تُرک بود.
شاه عباس از همان لحظه به قدرت رسیدن متوجه شد که یا باید اقتدار خود را بر قزلباش‌ها تحمیل کند یا بازیچه و ابزار آنها باقی بماند. اما ترکمانان قزلباش همچنان ستون فقرات نظامی دولت صفوی بودند. اگر آنها را تضعیف می‌کرد، دولت را تضعیف کرده بود. او در زمانی که عثمانی‌ها مناطق وسیعی از قلمرو صفوی را در شمال غرب در اختیار داشتند نمی‌توانست از عهده این این کار (تضعیف قبایل قزلباش) برآید. راه حل او تشکیل یک ارتش جدید و دائمی متشکل از سربازگیری از غلامان خاصه شریفه بود. این غلامان مسیحیان گرجی، ارمنی و چرکس بودند که در جریان لشکرکشی‌های صفویان به قفقاز، به اسلام گرویدند و به اسارت درآمدند و برای خدمت در خاندان سلطنتی آموزش دیدند. به جز اینکه این غلامان با استخدام سیستماتیک جذب نمی‌شدند، از بسیاری جهات مشابه ینی چری‌های عثمانی بودند. وفاداری این غلامان به شخص شاه بود نه به یک قبیله و در نتیجه پشتوانه ارزشمندی برای شاه در اختلافاتش با قزلباش‌ها بود. ایجاد سپاه غلامان خاصه شریفه راه حل مؤثری برای معضل شاه عباس بود. اما در درازمدت، باعث ایجاد مشکلاتی نیز شد.
ایجاد یک ارتش دائمی باعث ایجاد مشکلی با ماهیت متفاوت شد، یعنی مشکل مالی. نیروهای قبیله ای به سبک قدیم توسط رؤسای قبایل خود که در عین حال فرمانداران ایالات نیز بودند و مجاز به استفاده از درآمدهای ایالت برای تأمین هزینه‌ها بودند. تنها بخش کوچکی از مالیات‌های اخذ شده در ایالات (استان‌ها) به خزانه سلطنتی راه می‌یافت. شاه عباس بار دیگر راه حلی یافت که در کوتاه مدت مؤثر بود، در برخی ایالات، شاه به منظور تأمین بودجه لازم برای سپاه جدید، مستخدمانی را منصوب کرد که مالیات‌ها را جمع‌آوری کرده و مستقیماً به خزانه سلطنتی واریز می‌کردند. این سیاست که توسط جانشینان وی نیز ادامه و گسترش یافت، توازن میان قزلباشان و سپاه غلامان خاصه شریفه (ارامنه، چراکسه و گرجی‌ها) را برهم زد.

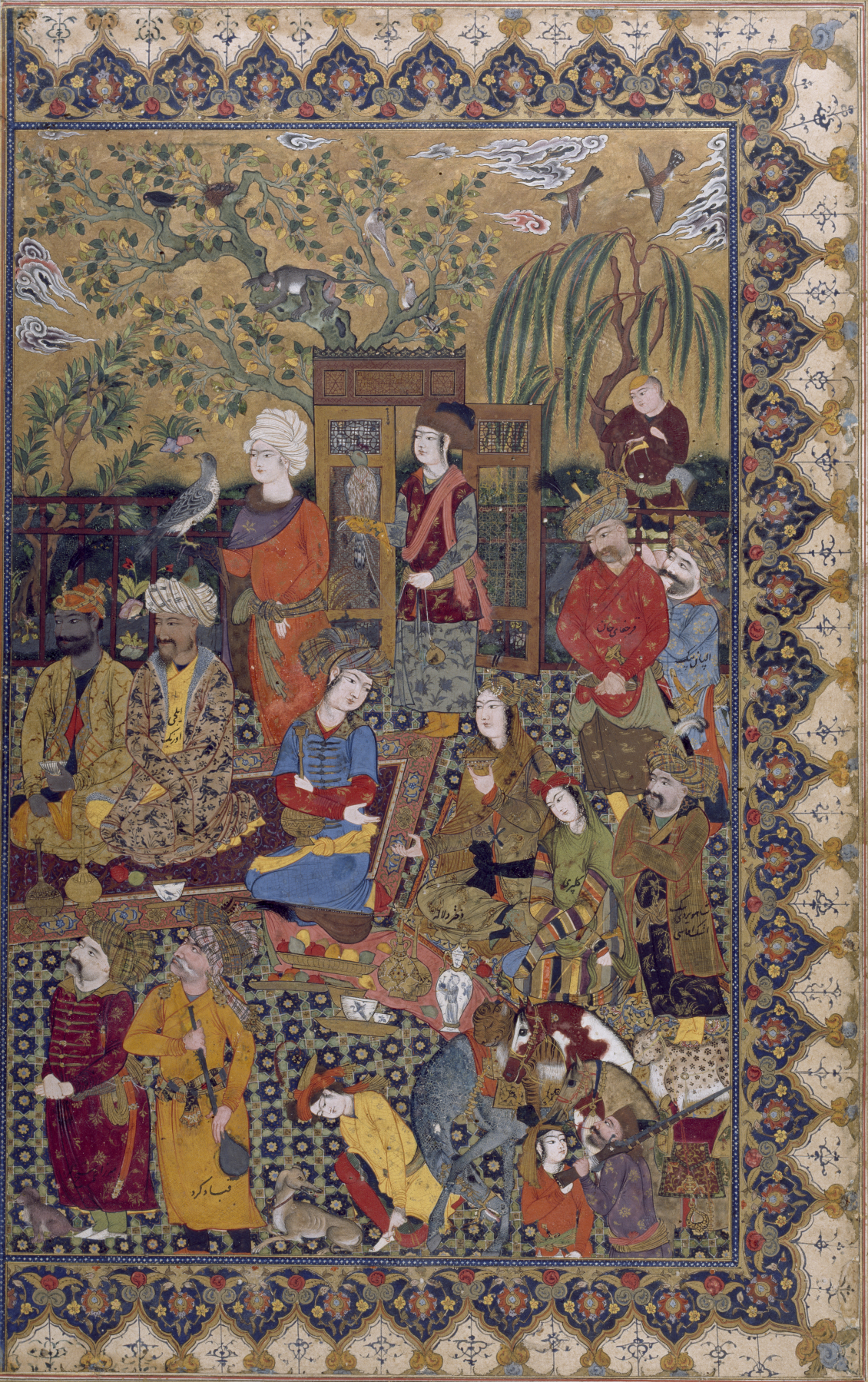
"یک صحنه از دربار" ایران حدود ۱۶۲۰ قرچغای خان ارمنی ایستاده در سمت راست در یک کت قرمز با سبیل برجسته دیده می‌شود.

معرفی غلامان خاصه شریفه به عنوان نیروی سوم، فرصت شاه را برای مانور بین عناصر رقیب قزلباش و تاجیک در ایالات افزایش داد و به تجدید سازماندهی قابل توجهی در نظام اداری صفوی انجامید. در پایان سلطنت شاه عباس اول، غلامان خاصه شریفه حدود یک پنجم مناصب عالی اداری را به عهده گرفتند و این نسبت در زمان جانشینان او افزایش یافت. دفاتر جدید نشان دهنده اهمیت فزاینده غلامان خاصه شریفه بود. دارندگان دو مورد از این مناصب، قلرآقاسی (فرمانده هنگ‌های غلامان) و تفنگنچی‌آقاسی (فرمانده هنگ تفنگداران) در زمره شش فرمانده اصلی دولت قرار داشتند. در نتیجه، منصب امیرالامرا یا فرمانده کل قوای قبایل قزلباش (و به‌طور ضمنی، فرمانده تمام نیروهای مسلح صفوی) فاقد اهمیت شد.